# Gateford
Gateford – wieś w Anglii, w hrabstwie Nottinghamshire, w dystrykcie Bassetlaw. Leży 43 km na północ od miasta Nottingham i 214 km na północ od Londynu. Miejscowość liczy 600 mieszkańców.